# 英國蛛影
《英國蛛影》（英語：Arachnids in the UK）是英國科幻電視劇《異世奇人》系列11的第4集，是整個劇集的第280個故事，於2018年10月28日在英國廣播公司第一台首播。本集的劇本由本系列新任主理人、首席編劇和執行製作人克里斯·奇布諾爾撰寫，導演為薩利·阿帕拉哈米安。
博士乘坐塔迪斯將她的人類同伴格雷姆·奧布萊恩（布拉德利·沃爾什飾）、瑞恩·辛克萊（托辛·科爾飾）和婭斯敏·坎（曼迪·吉爾飾）帶回現在的謝菲爾德。隨後他們在城市的不同地方均發現了攻擊人類的巨大蜘蛛。知名演員克里斯·诺斯和肖芭娜·古拉提在本集客串出演，莎倫·D·克拉克回歸飾演本系列第1集《天外來客》中初登場的角色格蕾絲·奧布萊恩。本集收到了劇評人的一般好評，在英國播出當晚的收視人數為643萬，總收視為822萬。

## 故事梗概
博士與同伴們回到現在的謝菲爾德。格雷姆獨自回家，他發現了瑞恩的父親留下的一封信；婭斯敏帶著博士與瑞恩來到她家。在婭斯敏驅車去接母親納吉婭之後，博士和瑞恩到隔壁幫婭斯敏的父親哈基姆取錯寄的包裹，他們遇到了同樣來隔壁尋找同事的蛛形動物學博士潔德·麥金太爾。三人進入房間後發現麥金太爾的同事已經被一隻巨大的蜘蛛殺死了，她的全身被蛛絲包裹。格雷姆也在房間裡發現了巨大的蜘蛛蛻殼，他慌忙地來告訴博士。麥金太爾的課題研究是轉基因蜘蛛，她表示自己一直在調查在當地蜘蛛生態系統中出現的奇怪行為模式。通過城市各處異常蜘蛛出現在地圖中的位置，博士推斷出源頭來自於一座最近建成的豪華酒店，這座酒店的老闆是富豪杰克·羅伯森，他剛剛解僱在此工作的納吉婭。
博士、瑞恩、格雷姆和潔德·麥金太爾一同來到酒店，與婭斯敏和納吉婭會合。此時羅伯森同樣遭遇到了巨大蜘蛛的攻擊，他的私人保鏢凱文被蜘蛛拖入地下。羅伯森匆忙逃脫遇到了博士一行人，他們發現酒店的出口均被蛛絲纏繞，沒法逃出去。眾人兵分兩路，瑞安和格雷姆抓住一隻蜘蛛進行檢查。博士和其他人在羅伯森帶領下來到地下室，他們得知酒店是建在某家公司用於傾倒工業廢棄物的垃圾場上。麥金太爾想起自己的實驗室廢棄物也是這家公司處理的，她和博士意識到這些巨大的蜘蛛應該就是來源於實驗室所遺棄的未死亡的轉基因蜘蛛標本。這些蜘蛛標本因廢棄物所累積的毒性產生變異，通過地下管道來到城市各處。
瑞恩播放音樂將眾多蜘蛛引入羅伯森的安全屋，人道地殺死它們。最大的母蛛被眾人困在了酒店舞廳，博士和麥金太爾這隻蜘蛛因體型過於龐大，導致難以呼吸，現在已經奄奄一息。博士希望讓它自然死亡，但羅伯森不顧反對用保鏢的手槍擊斃了母蛛。問題解決之後，格雷姆、瑞恩和婭斯敏重新回到了正常的生活。但是他們都希望去探索宇宙，乘坐塔迪斯進行時空旅行，博士欣然接受了他們的請求。

## 製作

### 選角
在首播集《天外來客》片尾的整季預告中，公佈克里斯·诺斯和肖芭娜·古拉提與眾多演員一起客串出演本系列。

## 發行與反響
| 綜合得分         | 綜合得分 |
| 來源             | 評分     |
| ---------------- | -------- |
| 爛番茄（平均分） | 7.17     |
| 爛番茄（新鮮度） | 91%      |
| 評論得分         |          |
| 來源             | 評分     |
| 《娛樂周刊》     | B-       |
| 《每日鏡報》     | [ 5 ]    |
| 《廣播時報》     | [ 6 ]    |
| 《獨立報》       | [ 7 ]    |
| 《泰晤士報》     | [ 8 ]    |
| 《TV Fanatic》   | [ 9 ]    |

### 收視
《英國蛛影》在英國播出當晚收視人數為643萬，收視份額為29.3%。本集的欣賞指數為83分。

### 評價
《英國蛛影》得到了正面評論。本集在爛番茄網站上獲得了91%的新鮮度，平均得分7.17/10（23位劇評人）。該網站的關鍵共識寫道：「本集不僅有令人毛骨悚然的元素，更有知名演員客串出演，很像有著充足預算的B級片，同時塔迪斯小隊的表現兼具娛樂性」。

## 資料來源
1. ↑  Fullerton, Huw. . 廣播時報. 2018年10月7日  [2018年10月7日]. （原始内容存档于2018-11-01） （英语）.
2. ↑  . 廣播時報. 2018年10月14日  [2018年10月31日]. （原始内容存档于2018-10-14） （英语）.
3. 1 2 3  . 爛番茄.   [2018年10月31日]. （原始内容存档于2018-11-22） （英语）.
4. ↑  Coggan, Devan. . 娛樂周刊. 2018年10月28日  [2018-11-01]. （原始内容存档于2018-10-29） （英语）.
5. ↑  Jackson, Daniel. . 每日鏡報. 2018年10月28日  [2018-11-01]. （原始内容存档于2018-10-29） （英语）.
6. ↑  Mulkern, Patrick. . 廣播時報. 2018年10月28日  [2018-11-01]. （原始内容存档于2018-10-29） （英语）.
7. ↑  Power, Ed. . 獨立報. 2018年10月28日  [2018-11-01]. （原始内容存档于2018-10-29） （英语）.
8. ↑  Midgley, Carol. . 泰晤士報. 2018年10月29日  [2018-11-01]. （原始内容存档于2019-08-21） （英语）.
9. ↑  . TV Fanatic. 2018年10月28日  [2018-11-01]. （原始内容存档于2018-10-29） （英语）.
10. ↑  Marcus. . Doctor Who News. 2018年10月29日  [2018年10月29日]. （原始内容存档于2018-11-01） （英语）.
11. ↑  . Doctor Who News.   [2018年10月30日]. （原始内容存档于2018-10-30） （英语）.

## 外部連結
- "英國蛛影" 在 BBC《異世奇人》的主頁
- TARDIS Data Core上的相关条目： 《英國蛛影》
- "英國蛛影" 在 異世奇人: 時間（旅行）簡史
- 互联网电影数据库上英國蛛影的资料（英文）